# Jerzy Pacek
Jerzy Pacek (ur. 10 stycznia 1919, zm. 10 maja 2004) – polski rolnik, Sprawiedliwy wśród Narodów Świata.

## Życiorys
Basia Klig wraz z matką Reuben, po opuszczeniu zimą 1942 lubelskiego getta zostali przyjęci przez rodzinę Packów, która prowadziła gospodarstwo rolne w Prawiednikach. Wśród dziesięciorga dzieci łatwiej było ukrywać dodatkowe osoby. Matka rodziny, Stanisława, nauczycielka, zżyła się z Basią, która była podobna do jednego z dzieci. Kligowie zostali w gospodarstwie jeszcze przez rok po wyzwoleniu, pomagając w pracy. Następnie wróciły do Pruszkowa. Po pogromie kieleckim, w lipcu 1946 Basia wyjechała do Izraela. Wyszła za mąż i urodziła pięcioro dzieci. W 1956 dołączyła do niej matka z drugim mężem.
U Patków mieli ukrywać się jeszcze 14-letnia Stefania Kolkowicz oraz 3-4 letni Reuben Flinkielsztajn (nazwany przez Stanisławę Jędrusiem), sierota; doczekał końca wojny i został odebrany przez ciotkę.
W 1995, dzięki staraniom Kligów, Jerzy wraz z bratem Wiesławem i matką Stanisławą zostali odznaczeni medalem Sprawiedliwych wśród Narodów Świata.